# 信樂線
信樂線（日语：／ Shigaraki sen */?）是一條連結日本滋賀縣甲賀市的貴生川站至信樂站，屬於信樂高原鐵道的鐵路線。原來為日本國鐵（後來為JR西日本）的信樂線，在1987年4月1日國鐵分割民營化後的三個多月，JR西日本便將路線轉交信樂高原鐵道，成為JR民營化最先被更換經營權的路線。

## 概要
整條信樂線約有一半的路程、包括從貴生川站離開後、以及紫香樂宮跡站前後，皆屬於彎曲路段。
由貴生川站起，經過右轉彎位後，沿杣川橋橫越杣川後、經過舊北杣村的田園地帶，然後一致沿縣道草津伊賀線及國道307號線、於高架橋或路堤上行駛。進入山區範圍後，便是一連串的急彎位及33‰の斜度。通過了第1個平交道「古野踏切」後，便到達已廢站的小野谷信號場原址。隨後路軌通過新名神高速道路（上方）及國道307號（下方）的立體交差點後返回山邊，由貴生川一直至雲井站，高低差達170米，然而為了減省開鑿隧道的費用，因此只可以沿庚申山的山坡，以及用簡易線的規格（曲線半径200米，斜度33‰，路面寬度4米）旳方式興建，亦因而使由雲井站時至信樂站的一段，需要二度橫渡大戶川。
勅旨～玉桂寺前間建有第一大戶川橋，此橋於1953年8月因豪雨而令鋼製的橋身被沖走。1954年改以預力混凝土重建，而橋躉間的跨度亦有原來的10米擴闊為30米。因使用至今仍然未有出現問題，2008年6月20日經文部科学省文化審議會中獲推薦為登録有形文化財，、同年7月8日正式獲登録。
部份列車會為下一站提供車站資訊、又或是到站後以車內廣播介紹附近的觀光施設資訊，甚至是解說信樂高原鐵道的歷史。

## 路線資料
- 管轄（事業類別）：信樂高原鐵道（第二種鐵道事業者）、甲賀市（第三種鐵道事業者）
- 路線距離（營業距離）：14.7公里
- 軌距：1067毫米
- 站數：6個（包括起終點站）
- 複線路段：沒有（全線單線）
- 電氣化路段：沒有（全線非電氣化）
- 閉塞方式：單票閉塞式（曾經有特殊自動閉塞式的時期，1991年的列車衝撞事故（日语：信楽高原鐵道列車衝突事故）以後，降格為單票閉塞）
- 最高速度：65公里/時[6]

## 營運模式

### 現行模式
全部皆為線路內各站停車，採用一人控制模式，現時固定每天對開15班來回，大約每小時開出一班，全程需時24分鐘。由於全線只有信樂站有多於一條線道，即使不計算小野谷訊號場，就連JR的貴生川站亦只有一個月台，也不會直通JR月台，所以一但列車由信樂站駛出，就只有等待其回程為止。
貴生川站發車的最終列車在2006年3月18日起曾推遲至23時時段，但在2012年3月17日時則改回於22時時段。

### 國鐵時代
自1962年起便一直只維持1日對開9班，因為當年汽車也開始普及，使用鐵道：特別是鄉郊地區的人數大幅減少。1980年起亦隨草津線電化而取消直通的安排，當時的安排有從柘植站開出、於貴生川站分割信樂線及前往草津站的列車；也有從草津站開出，在貴生川站分割往信樂的列車及往拓植的列車。

## 歷史

### 國鐵時代
- 1933年5月8日：國鐵信樂線貴生川～信樂間 (14.8 km) 通車。雲井站、信樂站開業（貴生川站為既有車站）[11][12]。
- 1943年10月1日：因着不要不急線政策，路線休止[13]。同時省營自動車近城線（信樂～貴生川間）運輸営業開始[14]，新設牛飼（うしかひ）、山上（やまがみ）、勅旨（ちょくし）三站。
- 1947年：

- 7月25日：鐵道線重開。
- 9月27日：省營自動車近城線（信樂～貴生川間）廢線，但仍保留信樂～加茂一段。

- 1953年8月：受集中豪雨影響，第一大戶川橋被沖毀，全線暫停。
- 1954年：隨第一大戶川橋梁重建完成重開。
- 1962年5月1日：旅客列車氣動車化[18]。
- 1963年6月1日：勅旨站（鐵道站）開業[18]。
- 1981年9月18日：信樂線被納入為「特定地方交通線第1次廢止對象」。
- 1982年：

- 7月11日：由信樂線守協會舉行了一次往大阪環狀線新今宮站的「神秘列車」。
- 10月10日：取消貨運服務。

- 1986年9月5日：決定路線改以第三部門鐵道方式續運。
- 1987年：

- 4月1日：國鐵分割民營化，路線由西日本旅客鐵道（JR西日本）承繼。
- 7月13日：JR信樂線 (14.8 km) 廢線。信樂高原鐵道信樂線 (14.7 km) 開業。新設紫香樂宮跡站及玉桂寺前站。班次亦由9往復增至下行15班、上行16班。為JR化後首次轉換為第三部門鐵道案例。

### 信樂高原鐵道時代
- 1991年：

- 3月16日：改為採用特殊自動閉塞化。貴生川～紫香樂宮跡站間設置小野谷信號場。亦為配合世界陶藝節，進行了[[時間表改正]，增設18往復班次、白天時段加密至1小時1班。
- 4月20日：加開貴生川～信樂間不停站快速列車6往復、直通JR西日本京都及{{站|大阪的臨時快速列車2往復開始運行、假日直達大阪1往復開始運行。
- 5月14日：於小野谷信號場～紫香樂宮跡附近發生「信樂高原鐵道列車衝突事故」，釀成42人死亡，628人受傷的嚴重事故。全線停駛。
- 12月8日：全線重開，但小野谷信號場仍然停用，全線改回以通票閉塞方式運作。改回每天14往復班次。

- 1994年9月4日：實施假日時間表。
- 1998年3月16日：實施土休日時間表。
- 2006年3月18日：隨時間表改正，最終列車延後。
- 2008年：

- 3月15日：改回每天相同的發車時間表。增發1往復至15往復。
- 6月20日：第一大戶川橋提出申請為登録有形文化財。
- 10月18日：時間表改正，修改部份發車時間，但班次數量不變。

- 2013年：

- 4月1日：基於「有關地區公共運輸·活性化及再生法」，執行鐵道業務再重組及管理（上下分離方式）。信樂楽高原鐵道對信樂線改為第二種鐵道事業者；甲賀市成為第三種鐵道事業者。線路、車輛等鐵道設施全轉讓至甲賀市。
- 9月15日：受台風18號影響，全線停運。16日又因台風後的杣川水位暴漲而令部份杣川橋被沖毀，由17日起改以代行巴士營運。

- 2014年11月29日：列車重開[26]。
- 2018年11月：小野谷信號場申請廢站，獲國土交通省批准[27]。

## 車站列表
所有車站都位於滋賀縣甲賀市。
| 中文站名    | 日文站名 | 英文站名 | 站間距離 | 營業距離 | 國鐵時代 營業距離 | 接續路線                               |
| ----------- | -------- | -------- | -------- | -------- | ----------------- | -------------------------------------- |
| 貴生川      |          |          | -        | 0.0      | 0.0               | 西日本旅客鐵道： 草津線 近江鐵道：本線 |
| *紫香樂宮跡 |          |          | 9.6      | 9.6      | -                 |                                        |
| 雲井        |          |          | 0.6      | 10.2     | 10.3              |                                        |
| 勅旨        |          |          | 2.2      | 12.4     | 12.5              |                                        |
| *玉桂寺前   |          |          | 1.0      | 13.4     | -                 |                                        |
| 信樂        |          |          | 1.3      | 14.7     | 14.8              |                                        |

*的車站是轉換時（後）設置的新站。

### 廢止信號場
- 小野谷信號場：貴生川～紫香樂宮跡間（貴生川站起6.5公里）：1993年5月14日後暫停使用，信樂線復運後繼續停用，直至2018年11月正式提出廢站[27]。

## 延伸計劃
信樂線皆曾為改正鐵道敷設法別表第76號所表述「滋賀縣貴生川至京都府加茂間鐵道」的一部份，可是一直至現在，均只有本段開通，信樂～加茂間曾經由國鐵巴士（國鐵分割民營化後改由西日本JR巴士）「近城線」營運，但亦因客量嚴重不足，而於2003年9月廢線。
另一方面，滋賀縣政府自身也一直構思一條稱為「琵琶湖京阪奈線」的構思，由米原經與近江鐵道本線、信樂線及新建路段（大致沿國道307號行走），直通至JR西日本的片町線（計劃以京田邊站為接駁點，直通至松井山手站，中途亦會與JR奈良線交會設站），至2004年經過國土交通省「近畿地方交通審議會」中獲確認為計劃路線，但一直至今仍然未有任何後續。主要原因是近江鐵道和信樂高原鐵道本身的經營狀況從來都不甚理想，在鐵道運輸處於萎縮期間，所有新線路能否有足夠客量營運為首要考慮因素下，開展上有困難。
然而，為實現「琵琶湖京阪奈線」的落實，信樂高原鐵道與近江鐵道合作推出兩線一日自由車票，作為對計劃的支持。

## 外部連結
- 信樂高原鐵道 （页面存档备份，存于）（官方網頁）
- びわこ京阪奈線（仮称）鉄道構想 - 滋賀県交通政策課
- 國鐵時代的信樂線
- 鐵道頻道《坐私鐵吧》—信樂高原鐵道第一集及第二集